# BasicLinux

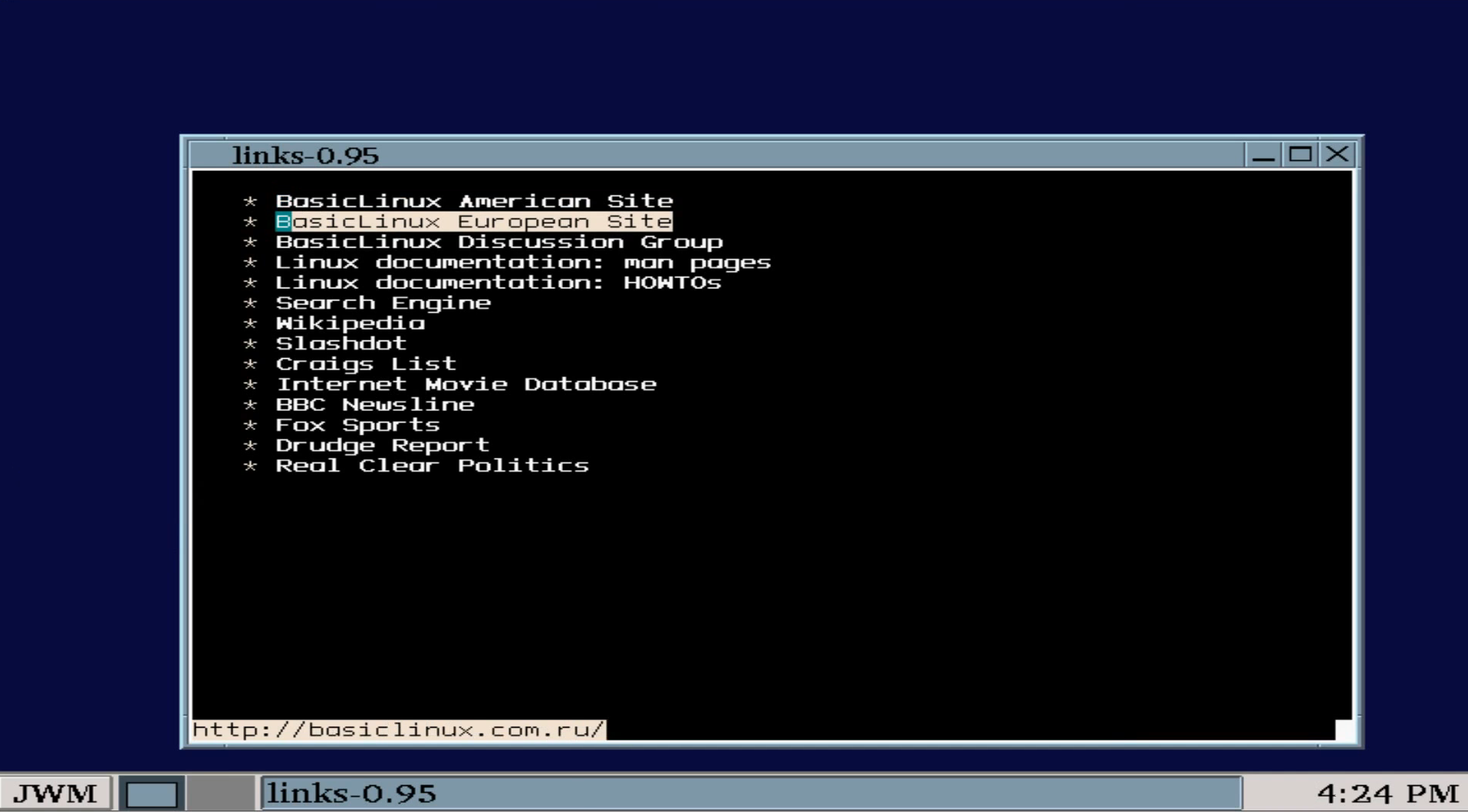
BasicLinux, Version 3.5, Screenshot

BasicLinux (alternativ auch BasLin, BasLinux oder BL3) ist eine minimalistische Linux-Distribution in englischer Sprache, die speziell für extrem alte Systeme (386er und 486er) mit einer damals üblichen Menge an Arbeitsspeicher gedacht ist.
Das System, welches den Linux-Kernel 2.2.26 nutzt, ist dabei ohne eine grafische Oberfläche bereits ab nur 3 MB RAM einsetzbar – moderne, vollwertige Linux-Systeme brauchen zwingend etwa das 10fache.
Das System selbst hat eine Größe von nur 21,5 MB, wobei unter anderem auf BusyBox und diverse kommandozeilenbasierte Programme wie etwa den Mailclient Mutt zurückgegriffen wird. BasicLinux kann sich auch auf derselben Partition wie ein Windows-Betriebssystem befinden. Eine andere Variante startet von zwei Disketten, benötigt dadurch aber mehr Arbeitsspeicher (12 MB). Als Abwandlung von Slackware 4.0 können unter BasicLinux Pakete von diesem installiert werden.